# BxF Tour
BxF Tour var namnet på den konserthusturné som artisterna Benjamin Ingrosso och Felix Sandman genomförde hösten och vintern 2018.

## Bakgrund
Anledningen till att de bägge artisterna åkte ut på en gemensam turné var många. Samma år hade de båda tävlat i Melodifestivalen där Ingrosso vann med låten "Dance You Off" och Sandman tvåa med låten "Every Single Day". I maj samma år släppte de den gemensamma singeln "Tror du att han bryr sig". De båda är vänner sedan barnsben och spelade tillsammans i musikalen Singin´ in the rain på Oscarsteatern. Ytterligare en anledning till turnén var att de båda var signade på Ten Music Group och hade samma management. Båda släppte även sitt debutalbum vars låtar konserterna till stor del bestod av. 
Konsertens upplägg var att Sandman spelade först en timme, sen spelade Ingrosso och tillsammans avslutade de med låten "Tror du att han bryr sig". 
Under turnéns gång hade de även en podd tillsammans med Spotify vid namn Livets liv. Podden handlade om turnén och de städer de besökt.  

## Medverkande
- Benjamin Ingrosso - sång, piano
- Felix Sandman - sång
- Andreas Roos - trummor,
- Gustav Jonsson - gitarr, elgitarr
- Viktor Olsen - piano, keyboard

## Felixs setlist
1. IMPRINT
2. 0 emotions
3. Trouble
4. Lovisa
5. Hands on you
6. Part of me
7. Miss You Like Crazy
8. Human
9. Are you?
10. Every Single Day

## Benjamins setlist
1. Dance You Off
2. Spotlights
3. Good Intentions
4. Love Songs
5. Good Lovin'
6. All I See is U
7. I Wouldn't Know
8. Happiness
9. If This Bed Could Talk
10. I'll Be Fine Somehow
11. Behave
12. So Good So Fine When You're Messing With My Mind

## Turnéplan
- 6 oktober - De Geerhallen - Norrköping
- 7 oktober - Karlstad CCC - Karlstad
- 12 oktober - Conventum Kongress - Örebro
- 13 oktober - Göteborg Konserthus - Göteborg
- 14 oktober - Halmstads Teater - Halmstad
- 19 oktober - Kulturens hus - Luleå
- 20 oktober - Gävle Konserthus - Gävle
- 21 oktober - Västerås Konserthus - Västerås
- 26 oktober - Lokomotivet - Eskilstuna
- 28 oktober - Linköping Konsert & Kongress - Linköping
- 2 november - Konserthusteatern - Karlskrona
- 3 november - Jönköpings Konserthus - Jönköping
- 4 november - Växjö Konserthus - Växjö
- 10 november - Uppsala Konsert & Kongress - Uppsala
- 11 november - Tonhallen - Sundsvall
- 18 november - Kalmarsalen - Kalmar
- 23 november - Vara Konserthus - Vara
- 24 november - Helsingborg Arena - Helsingborg
- 4 december - Malmö Live - Malmö
- 17 december - Cirkus - Stockholm